# Сайфулин, Альберт
Альберт Гафиатович Сайфулин (14 мая 1964, Каменск-Уральский, Свердловская область) — российский художник, дизайнер, музыкант, автор песен, на стихи К. Бальмонта, Е. Горбовской, Б. Слуцкого, В. Коркия, О. Александровой и др.

## Биография
В 1996 г. проходит выставка «Здравствуй, мир!»(совм. с Еловой, Олег). Участник выставки «Доски» (совм. с Еловой, Олег) в 1999 г..
16 мая 2014 г. проходит первая персональная выставка в помещении журнала Урал,,.
Большая часть картин находится в частных коллекциях.
Живёт и работает в Екатеринбурге.

## Персональные выставки
- 2014 — «Алый кын». Журнал «Урал», Екатеринбург[10].
- 2015 — «БЫСТРАЯ ВЫСТАВКА ЖИВОПИСИ „ФЛЭТ“». Екатеринбург[11].